# Big Brother Recordings
Big Brother Recordings Ltd. é uma gravadora criada em 2000 para lançar material da banda de rock Oasis no Reino Unido e na Irlanda. Em 19 de junho de 2008, um acordo foi assinado com a Sony BMG que lhes dava direito a uma parte dos lucros dos próximos três álbuns de estúdio do Oasis a serem lançados pelo Big Brother. O nome da empresa é uma referência ao guitarrista, cantor e compositor da banda, Noel Gallagher, que é o irmão mais velho do vocalista Liam Gallagher. O número de catálogo de cada lançamento começa com "RKID", que significa "nosso filho"; Gíria do norte da Inglaterra para se referir a um irmão.
A marca foi iniciada depois que Alan McGee anunciou em 25 de novembro de 1999 que estava deixando a Creation Records, a gravadora original do Oasis. O primeiro lançamento no Big Brother foi o single "Go Let It Out" (número de catálogo RKID 001) em 7 de fevereiro de 2000, o single principal do quarto álbum de estúdio da banda, Standing on the Shoulder of Giants. Em 14 de agosto de 2000, todos os singles do Oasis de Definitely Maybe, (What's the Story) Morning Glory? e Be Here Now foram relançados pelo selo Big Brother e receberam novos números de catálogo RKID. Em 2005, a banda britânica Happy Mondays lançou seu primeiro material inédito em mais de 13 anos pelo selo Big Brother, com o single "Playground Superstar".
Além da Big Brother Recordings, Noel Gallagher tem a Sour Mash Records, fundada em 2001.
Foi relatado que a Big Brother estava comprando de volta os direitos do catálogo anterior do Oasis da Sony BMG, que assumiu o controle total da Creation Records em 2000. O novo acordo assinado com a Sony significa que este processo está em espera no futuro previsível.
Em setembro de 2007, o Oasis assinou um contrato com a Universal Music Group, e o DVD Lord Don't Slow Me Down foi lançado pela Big Brother Recordings Ltd. no Reino Unido, e Big Brother Recordings Ltd./Universal Music internacionalmente. Também foi lançado seu primeiro single digital em 21 de outubro de 2007, "Lord Don't Slow Me Down".
Em 30 de julho de 2008, a Reprise Records anunciou que assinou um contrato de distribuição na América do Norte com a Big Brother Recordings. O primeiro novo lançamento sob o acordo foi "Dig Out Your Soul", em outubro de 2008.
O logotipo da gravadora, apareceu na parte de trás do piano branco que Jay Darlington tocou nos shows do Oasis. Pode ser visto no segundo disco da performance ao vivo de Lord Don't Slow Me Down.
Nomeou the7stars como sua agência de planejamento e compra de mídia em 2007.

## Lançamentos
| N° de Catálogo | Lançamento                                                                            | Notas                                              |
| -------------- | ------------------------------------------------------------------------------------- | -------------------------------------------------- |
| RKID 001       | "Go Let It Out"                                                                       |                                                    |
| RKID 002       | Standing on the Shoulder of Giants                                                    |                                                    |
| RKID 003       | "Who Feels Love?"                                                                     |                                                    |
| RKID 004       | "Sunday Morning Call"                                                                 |                                                    |
| RKID 005       | Familiar to Millions                                                                  |                                                    |
| RKID 006       | Definitely Maybe                                                                      | - Reedições do material antigo da Creation Records |
| RKID 007       | (What's the Story) Morning Glory?                                                     | - Reedições do material antigo da Creation Records |
| RKID 008       | Be Here Now                                                                           | - Reedições do material antigo da Creation Records |
| RKID 009       | The Masterplan                                                                        | - Reedições do material antigo da Creation Records |
| RKID 010       | "Supersonic"                                                                          | - Reedições do material antigo da Creation Records |
| RKID 011       | "Shakermaker"                                                                         | - Reedições do material antigo da Creation Records |
| RKID 012       | "Live Forever"                                                                        | - Reedições do material antigo da Creation Records |
| RKID 013       | "Cigarettes & Alcohol"                                                                | - Reedições do material antigo da Creation Records |
| RKID 014       | "Whatever"                                                                            | - Reedições do material antigo da Creation Records |
| RKID 015       | "Some Might Say"                                                                      | - Reedições do material antigo da Creation Records |
| RKID 016       | "Roll with It"                                                                        | - Reedições do material antigo da Creation Records |
| RKID 017       | "Wonderwall"                                                                          | - Reedições do material antigo da Creation Records |
| RKID 018       | "Don't Look Back in Anger"                                                            | - Reedições do material antigo da Creation Records |
| RKID 019       | "D'You Know What I Mean?"                                                             | - Reedições do material antigo da Creation Records |
| RKID 020       | "Stand by Me"                                                                         | - Reedições do material antigo da Creation Records |
| RKID 021       | "All Around the World"                                                                | - Reedições do material antigo da Creation Records |
| RKID 022       | Live by the Sea                                                                       | - Reedições do material antigo da Creation Records |
| RKID 023       | "The Hindu Times"                                                                     |                                                    |
| RKID 024       | "Stop Crying Your Heart Out"                                                          |                                                    |
| RKID 025       | Heathen Chemistry                                                                     |                                                    |
| RKID 026       | "Little By Little" / "She Is Love"                                                    |                                                    |
| RKID 027       | "Songbird"                                                                            |                                                    |
| RKID 028       | "Can Y'see It Now? (I Can See It Now!!)"                                              | - Apenas promocional                               |
| RKID 029       | "Lyla"                                                                                |                                                    |
| RKID 030       | Don't Believe the Truth (Versão de edição limitada 30X)                               |                                                    |
| RKID 031       | "The Importance of Being Idle"                                                        |                                                    |
| RKID 032       | "Let There Be Love"                                                                   |                                                    |
| RKID 033       | Goal! (OST)                                                                           |                                                    |
| RKID 034       | "Playground Superstar" (single de Happy Mondays)                                      |                                                    |
| RKID 035       | "Champagne Supernova" (Lynchmob Beats Mix)                                            | - Apenas promocional                               |
| RKID 036       | Stop the Clocks (Versão de edição limitada 36X)                                       |                                                    |
| RKID 037       | Stop the Clocks (EP)                                                                  |                                                    |
| RKID 038       | Lord Don't Slow Me Down (Documentário)                                                |                                                    |
| RKID 038X      | Lord Don't Slow Me Down (Documentário, Versão em 2 discos incluindo concerto de 2005) |                                                    |
| RKID 039       | "Lord Don't Slow Me Down"                                                             | - Apenas promocional                               |
| RKID 050       | "Falling Down" (Chemical Brothers Remix)                                              | - Apenas promocional                               |
| RKID 051       | Dig Out Your Soul (Versão de edição limitada 51X)                                     |                                                    |
| RKID 052       | "The Shock of the Lightning"                                                          |                                                    |
| RKID 055       | "I'm Outta Time"                                                                      |                                                    |
| RKID 056       | "Falling Down"                                                                        |                                                    |
| RKID 066       | Time Flies... 1994–2009 (Versão de edição limitada 66X)                               |                                                    |
| RKID 070       | Definitely Maybe (Remasterizado)                                                      |                                                    |
| RKID 071       | "Supersonic"                                                                          |                                                    |
| RKID 072       | "Columbia (Demo)"                                                                     | - Apenas para a HMV                                |
| RKID 074       | "Acquiesce"                                                                           | - Apenas para a HMV                                |
| RKID 085X      | Be Here Now (relançamento de 2016)                                                    |                                                    |
| RKID 098       | Oasis Knebworth 1996                                                                  | - Apenas para o Record Store Day                   |
| RKIDNMECD1     | "Dig Out Your Soul Songbook"                                                          |                                                    |
| RKID1NIL       | "The Meaning of Soul"                                                                 | - Apenas promocional                               |